# Лавдас
Лавдас или Лавда (грч. Λάβδας) је насељено место у општини Гребен у периферији Западна Македонија, Грчка. Према попису из 2021. године било је 27 становника.
Према бугарском географу и историчару, Василу Канчову, у Лавдасу је 1900. године живело 180 Грка.